# Knjaz
Knjaz (eller kniaz; fra oldkirkeslavisk: кънѧѕь, tr. knjaz; dansk: ~ fyrste) er den oprindelige almindeligt anvendte betegnelse for en hersker i de slaviske områder. Adelstitlen findes på de fleste slaviske sprog. Titlen betyder egentligt "anfører" og oversættes oftest med fyrste; i nogle tilfælde oversættes titlen fejlagtigt med prins eller hertug. Titlen velikij knjaz oversættes normalt med storfyrste.

## Etymologi
Ordet stammer fra urgermansk kuningaz (konge) og henviser ofte til en politiks stort set uafhængig hersker.

### På slaviske sprog
Titeln udtales og staves lignende på alle slaviske sprog og findes på følgende sprog:
| - polsk: Kniaź - tjekkisk: Kňaz - slovakisk: Kňaz - sorbisk: knjez | - russisk: Князь (tr. Knjaz) - ukrainsk: Князь (tr. Knjaz) - hviderussisk: Князь (tr. Knjaz) - rusinsk: ' | - serbisk: Кнез (tr. Knez) - kroatisk: Knez - bulgarsk: Княз (tr. Knjaz) - makedonsk: - slovensk: Knez |

## Historie
Titlen blev for første gang dokumenteret anvendt om den bulgarske herskere Asparuh (668-700), der var grundlægger af det første bulgarske rige og Donau Bulgarien. Titeln senere blev flittigt anvendt om adelige i midelalderen og også senare i 18- och 1900-tallet i bland andet Det Russiske Kejserrige, Serbien og Montenegro.
I latinske kilder er det derfor nogle gange oversat med rex (konge), oftest dog oversat som princeps (fyrste). Imidlertid er oversættelsen fyrste også misvisende, da fyrster i Det tysk-romerske Rige og Danmark generelt var underlagt et feudalt forhold til en overordnet person (konge). Alligevel bruges udtrykket til at henvise til små herskere i forskellige perioder og i forskellige dele af verden.
Med den voksende centralisering i Kijevriget tiltog herskeren sig titlen Velikij Knjaz (rusinsk: Великий Князь, dansk: storfyrste). Han regerede et Velikoje Knjazjestvo (oldkirkeslavisk: Великое Княжество, tr. Velikoje Knjazjestvo, dansk: ~ Storfyrstendømme), mens en hersker over et len (udel, udelnoe kniazhestvo eller volost) blev kaldt udelny Knjaz eller blot Knjaz.
Den danske fyrste Knud Lavard (1096-1131) var knees over obotritterne.
Da Kijevriget blev fragmenteret i 1200-tallet, fortsatte titlen Knjaz at anvendes i østslaviske stater, herunder Tjernigovskoje knjazjestvo, Novgorodskaja respublika, Perejaslavskoje knjazjestvo, Vladimiro-Suzdalskoje knjazjestvo, Velikoje knjazjestvo Moskovskoje, Velikoje knjazjestvo Tverskoje, Galitsko-Volynskoje knjazjestvo og i Velikoje knjazjestvo Litovskoje.
Ivan IV af Rusland ophørte med at benytte titlen Velikij Knjaz i 1547, hvor han kronedes til russisk: Царь Всея Руси, tr. Tsar Vseja Rusi, dansk: ~  Zar over hele Rusland.
Titelen var almindeligt anvendt for slaviske adelige til det tidlige 1900-tal. I Sovjetunionen blev titlen Knjaz (sammen med andre adelige titler) afskaffet i et dekret fra den centrale eksekutivkomité den 10. november 1917.